# Dekameron (zespół muzyczny)
Dekameron – polski zespół muzyczny specjalizujący się w muzyce średniowiecznej. W repertuarze Dekameronu  znajduje się głównie muzyka świecka XII-XV wieku, najchętniej ujmowana w formie monograficznych  koncertów.
Zespół został założony w 1993 r. Jego celem jest popularyzowanie osiągnięć kultury muzycznej średniowiecznej Europy zgodnie z ówczesnymi kanonami i stylistyką (nurt wykonawstwa historycznego), a równocześnie nadanie im wymiaru artystycznego w dzisiejszym znaczeniu. Zespół tworzą absolwenci wyższych uczelni muzycznych w klasach śpiewu solowego, skrzypiec i perkusji. Ważną rolę w docieraniu do średniowiecznych praktyk wykonawczych pełnią  używane przez zespół instrumenty, rekonstruowane na podstawie średniowiecznej ikonografii.
Dekameron jest współorganizatorem Starosądeckiego Festiwalu Muzyki Dawnej, w trakcie których prowadzi własne kursy muzyczne poświęcone muzyce średniowiecza.

## Nagrody
Dekameron  otrzymał I nagrodę w Konkursie Muzyki Dawnej,  organizowanym przez  Polskie Towarzystwo Muzyki Dawnej przy współpracy II programu Polskiego Radia i ufundowanej przez Ministerstwo Kultury i Sztuki.

## Dyskografia
- Dekameron... czyli historia miłości średniowiecznej – 1995
- Kolędy staropolskie – 1997
- Pieśni maryjne Hiszpanii, Francji, Niemiec i Polski – 2000, płyta była nominowana do Nagrody Muzycznej Fryderyk.